# Mletački kolonat
Kolonat u Dalmaciji za vrijeme Mletačke vlasti ima temelj na antičkom kolonatu i bizantskoj emfiteuzi. 
Posjednici teže uspostavi feudalizma zapadno europskog tipa na svojim posjedima, uvodi se “zla petina“ (težaku pripada 2/5 uroda a gospodaru 3/5). Splitski nadbiskup u Dilatu dobiva privilegij da sudi svojoj posluzi i težacima u civilnim i kriminalnim parnicama, iako je na crkvenim posjedima dominikal iznosio ¼, za razliku od privatnih posjeda gdje on iznosi 1/3. Gradovi statutima određuju kolonatske odnose. Trogirski statut iz 1322. posebnu pažnja posvetio je kolonatskim obnosima; poljodjelske radnje su vremenski određene kao i visina dnevnica. Veliko vijeće donijelo je odluku 1396. godine da najveći dominikal može biti 1/3 uroda. Sve nagodbe koje nisu bile usklađene sa statutom smatrane su nevažećim. Mletačko pravo t.j. kolonat, u Dalmaciji je uz manje izmjene na snazi do agrarne reforme u prvoj Jugoslaviji.

## Težačka nagodba
Težačka nagodba je ugovor koji se sklapao između kolona (težaka) koji je uzimao u najam zemljište i vlasnika zemljišta. U praksi, gospodar je sklapao ugovor s težakom, gospodari zemalja često su zadržavali istog težaka i nakon isteka ugovora, te su zemlje generacijama obrađivale iste težačke obitelji (emifiteuza). Težak je smatrao da svoj dio vlasništva na tuđoj zemlji može prodati, dati u miraz, ili otuđiti na drugi način, to pravo nazivamo je težašćina.
Težak je mogao razvrći ugovor samo u ođređenom djelu godine a vlasnik uvijek.
Težak je mogao sklopiti nekoliko nagodbi s različitim vlasnicima.
Vlasnik odlučuje o kulturi koja će se uzgajati na zemljištu, uz rubove zemljišta sadnja maslina je bila obavezna.
Težak se obavezuje da će obrađivati zemljište, davati 1/3 svih plodova za dominikal, ne smije početi berbu bez dozvole gospodara ili zakupnika, ne smije dijeliti zemlju već mora biti u jednoj cjelini. Kod oranicu dominikal je ½, masline su obrađivane na ½ ulja.
Poboljšice, težačka prava, mogu otkupljuju i seljaci i vlasnici.
Vinogradi se nisu smjeli saditi bez odobrenja vlasnika, kada bi došlo do iscrpljivanja vinograda (ne bi imao propisani rod, tj ½ badnja po vretenu) vlasnik je vinograd mogao dati drugom težaku. Pudarinu plača težak.
Stoka se također davala na čuvanje na temelju ugovora. Pastir je preuzimao rizik da će vlasniku nakon određenog roka vratiti svu preuzetu stoku. Dominkal je 1/3 od sira, vune i ostalih proizvoda. 

### Pravni pojmovi u „Težačkoj nagodbi“
- Calende Augusti - dar vlasniku zemlje na splitskom teritoriju koji iznosi pola badnja masta od nezrelog grožđa davao se početkom kolovoza.
- Catia pro cestis (krtojina,zakartolona, probiranjšćina) - dar vlasniku zemlje na trogirskom teritoriju prije berbe sastojao se od košarice grožđa.
- Conducents – zakupnik, prestavnik vlasnika.
- Dominkal - dio uroda koji pripada gospodaru i zajedno s gospodarevim pravima sačinjava gospodaršćinu.
- Emifiteuza - kolonatski odnos u Dalmaciji u kojem je karakterističan nasljedni zakup zemlje, ali samo dok loza traje.
- Gonjačina – obaveza težaka da donese gospodaru dohodak kući ili do određenog mjesta.
- Livel, afit – najam za kuću, po narodnu tlehovina, kućevina, godišćina
- Minela – trideseti dio uroda maslina
- Poboljšica – seljak je bio vlasnik svih poboljšica koje je učinio na zemlji da bi je priveo kulturi, sadnja vinograda, maslina i sl.
- Pudarina (pudarium) - naknada koju je plaćao seljak za čuvanje vinograda.
- Težak –  naziv za zemljoradnika u Dalmaciji. Naziv nastaje od starog glagola težiti ,tj. obrađivati zemlju.
- Težaščina – težačka prava.
- Vuoto per pieno (puno za prazno) - kazna težaku za ne obrađivanje vinograda u dogovorenom roku. Težak je dužan vlasniku dati dohodak kao da je vinograd obrađen.
- Zakup na rad (ad laborandumna)– zakup već obrađenog zemljišta.
- Zakup uz krčenje (ad pastinandum) – zakup koji obuhvaća obradu i krčenje neobrađene zemlje, sadnja vinograda i voćki.

## Kolonat na području Splita i Trogira
Nakon pada Bosne u Turske ruke 1463. godine, mletačka vlast nije mogla zaštiti teritorij Podmorja i Dilata od pljačkaških upada, te dolazi do iseljavanja stanovništva u susjedne gradove, na otoke i Italiju. Zbog zaštite svojih posjeda i da bi spriječili odlazak kolona, plemići i Crkva traže i dobivaju dozvolu za izgradnju utvrda (kaštela) i utvrđenih naselja duž obale Kaštelanskog zaljeva. Izgradnja kaštela i blizina nemirne granice za posljedicu imaju poseban kolonatski sistem. Kaštelanski težaci i posjednici imali su prava i obaveze jedinstvena u tom vremenu.

#### Život u utvrđenim naseljima (kaštelima)
Dolaskom u utvrđeno selo (kaštel) težak je od gospodara kaštela dobio mjesto za izgradnju kuće unutar zidina i vrt. Kuće su prizemnice, dimenzija 2 x 4 paša, izgrađene su tehnikom suhozida, i bile su pokrivene slamom ili kamenim pločama. Godišnji najam iznosio je 1 moceningo ili jedna kokoš. Vlasnik kuće morao je gospodaru davati minel i plaćati pandure (u iznosu 2 lire). Težaci su jednom godišnje morali raditi nekoliko dana, na gospodarevom imanju, za dnevnicu od 8 soldi dnevno. Ako su posjedovali volove za oranje morali su kod gospodara raditi tri dana na godinu za 24 sold dnevno. Težaci su dužni davati počasti (onorancije), i darove (regalije). Gospodari kaštela su jedini imali pravo da drže tijesak za masline u selu i njihovi težaci su morali mljeti masline samo na tom tijesku i davati im petnaestinu ulja koja se dijelila gospodaru tijeska i cariniku za tjeskove za masline. Ovo pravo u Mletačkoj Republici imali su samo kaštelanski plemići, taj privilegij su dobili u ime naknade za izgradnju kaštela. Svaki kaštel (naselje) mogao je imati samo dva ručna žrvnja, ostalo žito se moralo mljeti u mlinovima na Pantani. Gospodari kaštela biraju gaštalda, ako je više gospodara kaštela bira se ovisno o udjelu u vlasništvu. Gospodaru kaštela pripadao je jezik od svakog ubivenog goveda, glava i dio vrata od svake ubivene svinje. Mesari i ostali trgovci prvo moraju s robom ponuditi gospodara kaštela. Iz seoskog zdenca prva voda se nosila gospodaru kaštela.

### Vrtovi
Svakom naseljeniku u utvrđeno naselje, vlasnik kaštela bi dodijelio vrt do ½ vretena u najam za 2-6 soldi.
Vrtovi su se iznamljivali u najam (affitto) za određenu cijenu ili trajni najam (livelo perpetuo) za određeni iznos. Kod trajnog najma težak je bio dužan jednom godišnje naći radnike za branje maslina, koje je vlasnik plaćao i mazge ili konje za prenos maslina. Ne ispunjavanjem obaveze, težak plača sve troškove branja i gubi pravo na vrt.

### Javni radovi i vojna obaveza
U Mletačkoj Republici nije se plaćao porez, već su postojali javni radovi, fašine (tal. fazioni). Javni radovi su bili obavezni za sve zdrave muškarce, o tome se vodio popis „uomim di fatti“.  Obavljanje fašine bili su oslobođeni: plemići, arambaše, alfiri, serženti, desetnici i čauši, seoski suci, nadglednik trgovine (giustrziere) i članovi njihovih obitelji.
Od muškarca sposobnih za vojnu službu, regrutirala se redovita vojska i veslači na galijama (galijoti, veslači su se birali kockom). Svi ostali su vojna obavezu služili u teritorijalnim jedinicama (černide). U slučaju potrebe organizirane su „seksane“, prenošenje vojne oprema na mazgama.
Svako selo ima svoju četu kojom zapovijeda arambaša, svaki seljak ima svoje oružje koje mu vjerovnik nije mogao zaplijeniti.

## Prava gospodara u crkvi
Crkvenjak (remeta) nije smio zvoniti za misu bez dozvole gospodara, u procesijama članovi gospodareve porodice bi nosili štitnicu (nebo), a ostali članovi porodice išli su odmah iza svećenika. Imali su svoje klupe u crkvi koje se nisu smjele pomicati čak i kod radova u crkvi bez pristanka gospodara.

## Sudbena vlast
Vlasnici i gospodari kaštela nisu imali neposrednu sudačku vlast nad težacima, sporove je rješavao općinski sud (prvo stupanjski sud). Na presude se moglo žaliti pokrajinskom sudu u Zadru i državnim organima u Veneciji. Zbog velikh troškova, pojedinaćno,  težaci se nisu odlućivali na žalbe. Kaštelani braneći svoja prava često su nastupali zajednički u parnicama protiv gospodara. Otpor težaka gospodarima ćinili su okosnicu kaštelanske povjesti za vrijeme Mletačke Republike. Razmirice među težacima rješavao je sud „dobrih ljudi“.